# ジェームズ・バリー (第5代バリーモア伯爵)
第5代バリーモア伯爵ジェームズ・バリー（英語: James Barry, 5th Earl of Barrymore、1717年4月25日 – 1751年12月19日）は、アイルランド貴族。

## 生涯
第4代バリーモア伯爵ジェームズ・バリーと3人目の妻アン・チチェスター（Anne Chichester、1753年12月6日没、第3代ドニゴール伯爵アーサー・チチェスターの娘）の息子として、1717年4月25日にロンドンで生まれた。1733年1月12日にオックスフォード大学ブレーズノーズ・カレッジに入学、1736年3月8日にM.A.の学位を修得した。
1738年6月8日にマーガレット・デイヴィス（Margaret Davys、1788年12月2日没、初代マウント・ケッシェル子爵ポール・デイヴィスの娘）と結婚、1男をもうけた。
- リチャード（1745年 – 1773年） - 第6代バリーモア伯爵、子供あり

1748年1月5日に父が死去すると、バリーモア伯爵の爵位を継承した。
1751年12月19日にダブリンで死去、息子リチャードが爵位を継承した。